# إم. أي. آر. باركر
إم. أي. آر. باركر (بالإنجليزية: M. A. R. Barker)‏‏ (3 نوفمبر 1929 في سبوكين - 16 مارس 2012 في منيابولس) لغوي، وروائي، ومصمم ألعاب، ومؤلف لعب، وكاتب من الولايات المتحدة.

## الجوائز
- منحة فولبرايت